# CRNDE
CRNDE (англ. Colorectal neoplasia differentially expressed) – білок, який кодується однойменним геном, розташованим у людей на 16-й хромосомі. Довжина поліпептидного ланцюга білка становить 84 амінокислот, а молекулярна маса — 9 730.
| 10         |  | 20         |  | 30         |  | 40         |  | 50         |
| ---------- |  | ---------- |  | ---------- |  | ---------- |  | ---------- |
| MLAEIHPKAG |  | LQSLQFIMEL |  | LYWLLEGGDS |  | EDKEDATGNV |  | EMKNIQPLVF |
| EISCDVFQSR |  | CKEHGKIKVL |  | EWFKYVLGIP |  | VYRL       |  |            |

A: Аланін

C: Цистеїн

D: Аспарагінова кислота

E: Глутамінова кислота

F: Фенілаланін

G: Гліцин

H: Гістидин

I: Ізолейцин

K: Лізин

L: Лейцин

M: Метіонін

N: Аспарагін

P: Пролін

Q: Глутамін

R: Аргінін

S: Серин

T: Треонін

V: Валін

W: Триптофан